# Rashad Jennings
Rashad Andre Jennings (Forest, Virginia, 26 de marzo de 1985) es un jugador de fútbol americano en la posición de corredor quien actualmente es un agente libre. Fue reclutado por los Jacksonville Jaguars en la séptima ronda del Draft de la NFL de 2009. También ha jugado para los Oakland Raiders y los New York Giants. Jennings jugó al fútbol americano universitario en Liberty.

## Carrera deportiva

### High School
Jennings comenzó su carrera en la escuela secundaria Jefferson Forest High School en su ciudad natal, Forest, Virginia. Como un corredor de quinta cuerda, no jugó en un juego hasta el último partido de su año júnior. Como un autodenominado «chico gordito de 270 libras con asma y gafas», Jennings finalmente jugó después de que los primeros cuatro corredores por delante de él en el cuadro de profundidad se redujo con lesiones. Incluso antes de poner en Jennings, su entrenador trató de jugar en receptor abierto en lugar de corredor. En su primera entrega, corrió el balón para un touchdown de 30 yardas. Después de un touchdown de 40 yardas y anotando 2 touchdowns más en defensa, Jennings fue abordado por un explorador de la Universidad de Tennessee que había venido a ver al corredor titular. Después de preguntar por sus calificaciones y descubrir que Jennings tenía un GPA de 0.6, el explorador dijo: H«ijo, tienes potencial ... ¡Consigue tus notas adecuadas!»
Tras el estímulo, Rashad y sus hermanos decidieron que sería mejor para él transferirse a la Academia Cristiana de Lynchburg. Sus hermanos mayores se ofrecieron a entrenar al equipo de fútbol ya que no podía pagar la matrícula en ese momento. En LCA, él comenzaría a perder un poco de peso y llevar a aprender después de tener que repetir su año júnior. En su año júnior y sénior, él fue dos veces de la selección All-VISAA División II, mientras que un total de 3.287 yardas y 56 touchdowns, incluyendo 1,978 yardas apresuradas y 28 touchdowns como un equipo sénior, mientras que también rotula dos veces en baloncesto.

### Universidad
Jennings comenzó su carrera universitaria en Pittsburgh en 2005, solo el cuarto estudiante de primer año corriendo de nuevo para comenzar allí. Sin embargo, Jennings pasó a Division I-AA en la Universidad Liberty, en el verano de 2006, para estar más cerca de su familia. Aunque Jennings fue suspendido para los dos primeros juegos de la temporada 2007 debido a una violación interna, se destacó en Liberty, estableciendo un récord de la conferencia Big South con 3.633 yardas, 42 touchdowns y un promedio de 5.7 yardas por partido.

### Profesional
| Ht                               | Wt     | 40-yd dash | 10-yd split | 20-yd split | 20-ss  | 3-cone | Vert  | Broad      | BP      |
| -------------------------------- | ------ | ---------- | ----------- | ----------- | ------ | ------ | ----- | ---------- | ------- |
| 6 ft 1 in                        | 231 lb | 4.59 s     | 1.53 s      | 2.59 s      | 4.20 s | 6.79 s | 34 in | 10 ft 0 in | 29 reps |
| Todos los valores de NFL Combine |        |            |             |             |        |        |       |            |         |

#### Jacksonville Jaguars
Después de ser entrenado por el personal de Jacksonville Jaguars dureante el Senior Bowl de 2009, Jennings fue reclutado por Jacksonville en la séptima ronda (250º en general) del Draft de la NFL 2009. Él anotó su primer touchdown en su carrera en la semana 9 contra Kansas City Chiefs, corriendo por 28 yardas. Después de una prometedora temporada de novatos, el 2011 de Jennings fue interrumpido por lesiones, después de sufrir una conmoción cerebral en el primer juego de pretemporada de los Jaguars, y una lesión en la rodilla dos semanas después, Jennings fue colocado en la reserva lesionada antes de que comenzara la temporada regular.
Debido a un contrato rescindido por el arrancador Maurice Jones-Drew, Jennings fue nombrado el corredor para el equipo de apertura de la temporada regular 2012 contra los Vikingos de Minnesota. Jones-Drew regresó a la alineación titular la semana siguiente que Jennings reanudó su papel como respaldo hasta una lesión en el hombro el 24 de diciembre de 2012 lo trajo a la reserva lesionada por segundo año consecutivo.

#### Oakland Raiders
Jennings fue asignado por los Oakland Raiders el 10 de abril de 2013.
Jennings inició la temporada 2013 con el titular Darren McFadden. McFadden pasó gran parte de la temporada plagada de lesiones forzando a Jennings a comenzar ocho partidos en su lugar. Jennings, un respaldo de la carrera, superó las expectativas como titular y vio su mejor juego de la temporada en la semana 11 contra los Houston Texans, donde corrió 22 veces por 150 yardas (6.8 ypc) y un touchdown al final de una carrera de 80 yardas. Jennings terminó la temporada con 733 yardas por tierra en 163 acarreos y seis touchdowns.

#### New York Giants

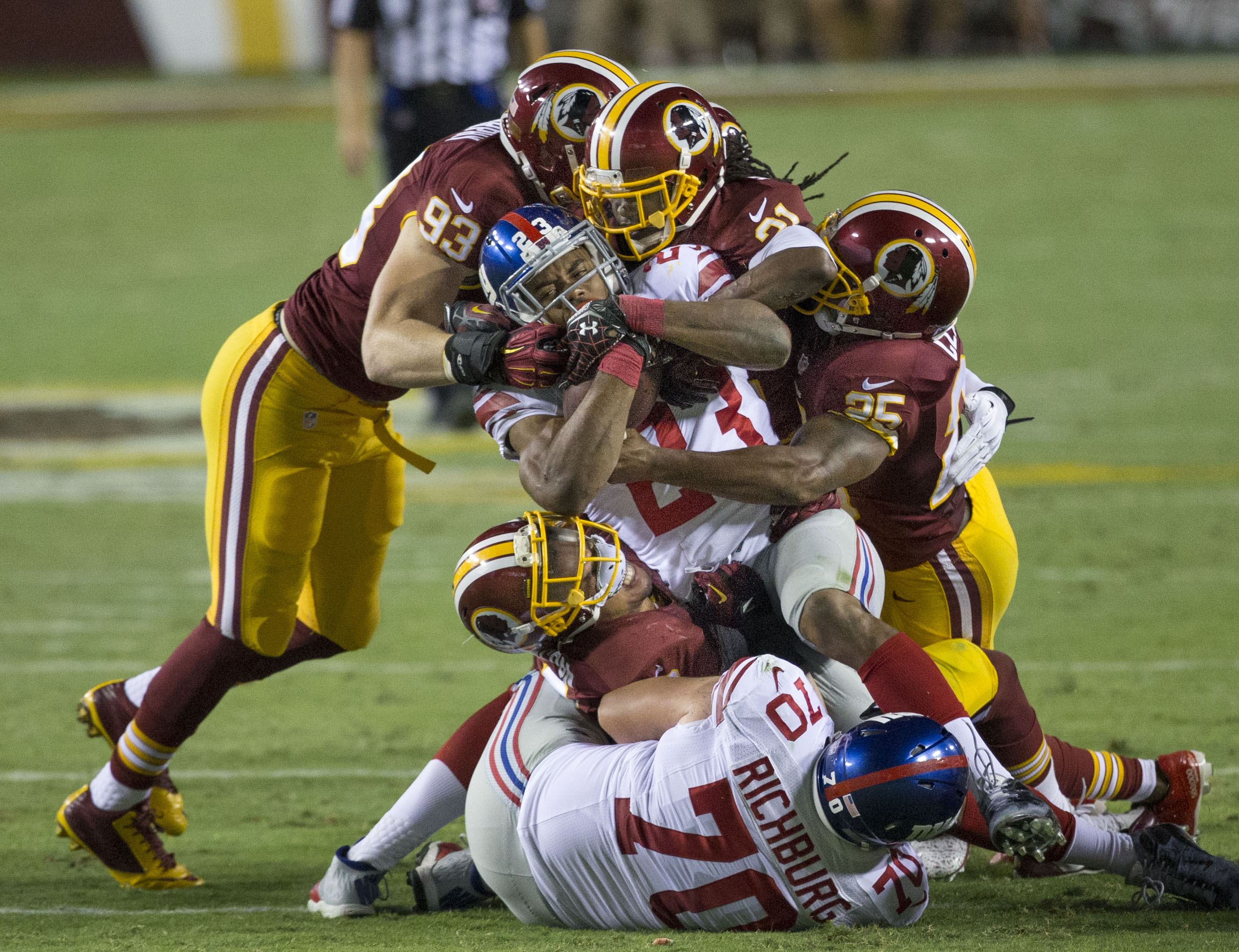
Jennings (center) en 2014

El 12 de marzo de 2014, Jennings firmó un contrato de cuatro años, $14 millones de dólares incluyendo $3 millones de dólares garantizados con los New York Giants. Jennings rápidamente asumió el cargo de titular, comenzando 9 juegos de los 11 que jugó. Jennings corrió por 639 yardas en 167 acarreos y anotó 4 touchdowns de carrera.
Jennings comenzó todos los 16 juegos en 2015, y fijó altos de la carrera en acarrea, corriendo yardas, recibiendo yardas, y recibiendo touchdowns. Jennings registró 863 yardas junto con 3 touchdowns en 195 acarreos, así como 296 yardas y 1 touchdown de recepción en 29 recepciones. Jennings jugó su mejor balompié más adelante en la temporada, superando los máximos de su temporada previa tanto en carreras como en yardas en cada uno de sus últimos 4 juegos, con 79 carreras para 432 yardas y 2 touchdowns en ese tramo.
Jennings jugó en 13 juegos, corriendo por 593 yardas, su menor total desde 2013, y anotó 3 touchdowns en 181 acarreos. Jennings agregó 35 recepciones por 201 yardas de recepción y 1 touchdown de recepción en 2016.
Jennings salió de los Gigantes el 13 de febrero de 2017.
El 8 de diciembre de 2017, Jennings anunció su retiro de la NFL

#### Estadísticas de carrera
| Temporada | Equipo               | Juegos                             | Juegos                             | Corredor                           | Corredor                           | Corredor                           | Corredor                           | Corredor                           | Recepción                          | Recepción                          | Recepción                          | Recepción                          | Recepción                          | Balón suelto                       | Balón suelto                       |
| Temporada | Equipo               | GP                                 | GS                                 | Att                                | Yds                                | Avg                                | Lng                                | TD                                 | Rec                                | Yds                                | Avg                                | Lng                                | TD                                 | Fum                                | Lost                               |
| --------- | -------------------- | ---------------------------------- | ---------------------------------- | ---------------------------------- | ---------------------------------- | ---------------------------------- | ---------------------------------- | ---------------------------------- | ---------------------------------- | ---------------------------------- | ---------------------------------- | ---------------------------------- | ---------------------------------- | ---------------------------------- | ---------------------------------- |
| 2009      | Jacksonville Jaguars | 15                                 | 0                                  | 39                                 | 202                                | 5.2                                | 28                                 | 1                                  | 16                                 | 101                                | 6.3                                | 14                                 | 0                                  | 0                                  | 0                                  |
| 2010      | Jacksonville Jaguars | 13                                 | 3                                  | 84                                 | 459                                | 5.5                                | 74                                 | 4                                  | 26                                 | 223                                | 8.6                                | 25                                 | 0                                  | 0                                  | 0                                  |
| 2011      | Jacksonville Jaguars | Colocado en la reserva de lesiones | Colocado en la reserva de lesiones | Colocado en la reserva de lesiones | Colocado en la reserva de lesiones | Colocado en la reserva de lesiones | Colocado en la reserva de lesiones | Colocado en la reserva de lesiones | Colocado en la reserva de lesiones | Colocado en la reserva de lesiones | Colocado en la reserva de lesiones | Colocado en la reserva de lesiones | Colocado en la reserva de lesiones | Colocado en la reserva de lesiones | Colocado en la reserva de lesiones |
| 2012      | Jacksonville Jaguars | 10                                 | 6                                  | 101                                | 283                                | 2.8                                | 21                                 | 2                                  | 19                                 | 130                                | 6.8                                | 26                                 | 0                                  | 3                                  | 1                                  |
| 2013      | Oakland Raiders      | 15                                 | 8                                  | 163                                | 733                                | 4.5                                | 80                                 | 6                                  | 36                                 | 292                                | 8.1                                | 24                                 | 0                                  | 0                                  | 0                                  |
| 2014      | New York Giants      | 11                                 | 9                                  | 167                                | 639                                | 3.8                                | 18                                 | 4                                  | 30                                 | 226                                | 7.5                                | 27                                 | 0                                  | 1                                  | 1                                  |
| 2015      | New York Giants      | 16                                 | 16                                 | 195                                | 863                                | 4.4                                | 38                                 | 3                                  | 29                                 | 296                                | 10.2                               | 51                                 | 1                                  | 3                                  | 2                                  |
| 2016      | New York Giants      | 13                                 | 12                                 | 181                                | 593                                | 3.3                                | 25                                 | 3                                  | 35                                 | 201                                | 5.7                                | 24                                 | 1                                  | 1                                  | 0                                  |
|           | Total                | 93                                 | 54                                 | 930                                | 3,772                              | 4.1                                | 80                                 | 23                                 | 191                                | 1,469                              | 7.7                                | 51                                 | 2                                  | 8                                  | 4                                  |

## Dancing with the Stars
El 1 de marzo de 2017, Jennings fue revelado como uno de los competidores que competirían en la temporada 24 de Dancing with the Stars. El esta emparejado con la bailarina profesional Emma Slater. El 23 de mayo de 2017, Jennings y Slater ganaron la competencia. Esta fue la primera victoria de Slater en el programa, además Jennings es el cuarto jugador de la NFL en ganar en la historia del programa.
En noviembre de 2017, Jennings regresó a la temporada 25 en la semana ocho, para participar en un chachachá en trío con Drew Scott y su pareja profesional Emma Slater.
En mayo de 2018, Jennings regresó al programa como juez invitado para la semana 2 de la temporada 26.
| Semana | Baile / Canción                                                                         | Puntajes de los jueces  | Puntajes de los jueces  | Puntajes de los jueces  | Puntajes de los jueces  | Resultado        |
| Semana | Baile / Canción                                                                         | C.I                     | L.G.                    | J.H.                    | B.T.                    | Resultado        |
| --- | --------------------------------------------------------------------------------------- | ----------------------- | ----------------------- | ----------------------- | ----------------------- | ---------------- |
| 1 | Chachachá / «24K Magic»                                                                 | 8                       | 7                       | 8                       | 8                       | Sin eliminación  |
| 2 | Vals vienés / «Suffer»                                                                  | 8                       | 8                       | 8                       | 8                       | Salvados         |
| 3 | Samba / «Swalla»                                                                        | 7                       | 7                       | 7                       | 7                       | Salvados         |
| 4 | Contemporáneo / «Unconditionally»                                                       | 10                      | 9                       | 10                      | 10                      | Salvados         |
| 5 | Foxtrot / «Evermore»                                                                    | 7                       | 8                       | 9                       | 8                       | Salvados         |
| 6 | Tango / «Reach Out I'll Be There»                                                       | 9                       | 9                       | 101                     | 9                       | Salvados         |
| 6 | Equipo Freestyle / «Dancing Machine», «You Got It (The Right Stuff)» & «Best Song Ever» | 8                       | 8                       | 91                      | 8                       | Salvados         |
| 7 | Pasodoble / «O Fortuna»                                                                 | 9                       | 9                       | 102                     | 9                       | Salvados         |
| 7 | Duelo de Jive / «Gimme Some Lovin'»                                                     | Ganaron 2 puntos extras | Ganaron 2 puntos extras | Ganaron 2 puntos extras | Ganaron 2 puntos extras | Salvados         |
| 8 | Jive / «Shake a Tail Feather»                                                           | 9                       | 9                       | 9                       | 9                       | Últimos salvados |
| 8 | Tango argentino en trío / «Dreams»                                                      | 10                      | 9                       | 10                      | 10                      | Últimos salvados |
| 9 (Semifinal) | Rumba / «Say You Won't Let Go»                                                          | 9                       | 9                       | 10                      | 10                      | Salvados         |
| 9 (Semifinal) | Quickstep / «Yes I Can»                                                                 | 10                      | 9                       | 10                      | 10                      | Salvados         |
| 10 (Final) | Vals vienés / «Dark Times»                                                              | 10                      | 10                      | 10                      | 10                      | Ganadores        |
| 10 (Final) | Freestyle / «Let's Go» & «Uptown Funk»                                                  | 10                      | 10                      | 10                      | 10                      | Ganadores        |
| 10 (Final) | Chachachá & Tango fusión / «I Don't Like It, I Love It»                                 | 10                      | 9                       | 10                      | 10                      | Ganadores        |
| 1Puntaje dado por el juez invitado Nick Carter en lugar de Hough. 2Puntaje dado por la juez invitada Mandy Moore en lugar de Hough. |                                                                                         |                         |                         |                         |                         |                  |